# Leticia Moreno
Leticia Moreno   (Madrid, 31 d'agost de 1985) és una violinista madrilenya establerta a València.
Va començar a tocar amb el violí quan encara no tenia tres anys i vivia a Boston. Formada a les Juventudes Musicales de Madrid, ha treballat amb els directors Krystof Penderecki, Yuri Temirkanov, Zubin Mehta, Christoph Escehnbach, Josep Pons i Juanjo Mena; i amb els solistes Sol Gabetta, Bertrand Chamayou, Kirill Gerstein, Alexander Ghindin i Maxim Rysanov.
L'any 2012, va rebre el premi Rising Star de la European Concert Hall Organisation (ECHO) i l'Arts i Lletres de la Fundació Princesa de Girona. El 2013 va publicar el seu primer disc amb Deutsche Grammophon, Spanish landscapes, amb un repertori per a violí de compositors espanyols. El 2018, va presentar l'àlbum «Piazzolla», com un tribut al compositor Astor Piazzola, en el 25 aniversari de la seva mort, on també va homenatjar al seu mentor, Mstislav Rostropóvitx, incloent-hi en el disc la peça Le Grand Tango, juntament amb Las cuatro estaciones porteñas, amb la que va aprofundir en el tango i el repertori de l'argentí.